# Oleksandrivka, Dobrovelîcikivka
Oleksandrivka (în ucraineană Олександрівка) este localitatea de reședință a comunei Oleksandrivka din raionul Dobrovelîcikivka, regiunea Kirovohrad, Ucraina.

## Demografie
Componența lingvistică a localității Oleksandrivka
     Ucraineană (95,95%)
     Rusă (3,47%)
     Alte limbi (0,38%)
Conform recensământului din 2001, majoritatea populației localității Oleksandrivka era vorbitoare de ucraineană (95,95%), existând în minoritate și vorbitori de rusă (3,47%).